# Historia del Club de Deportes Cobreloa

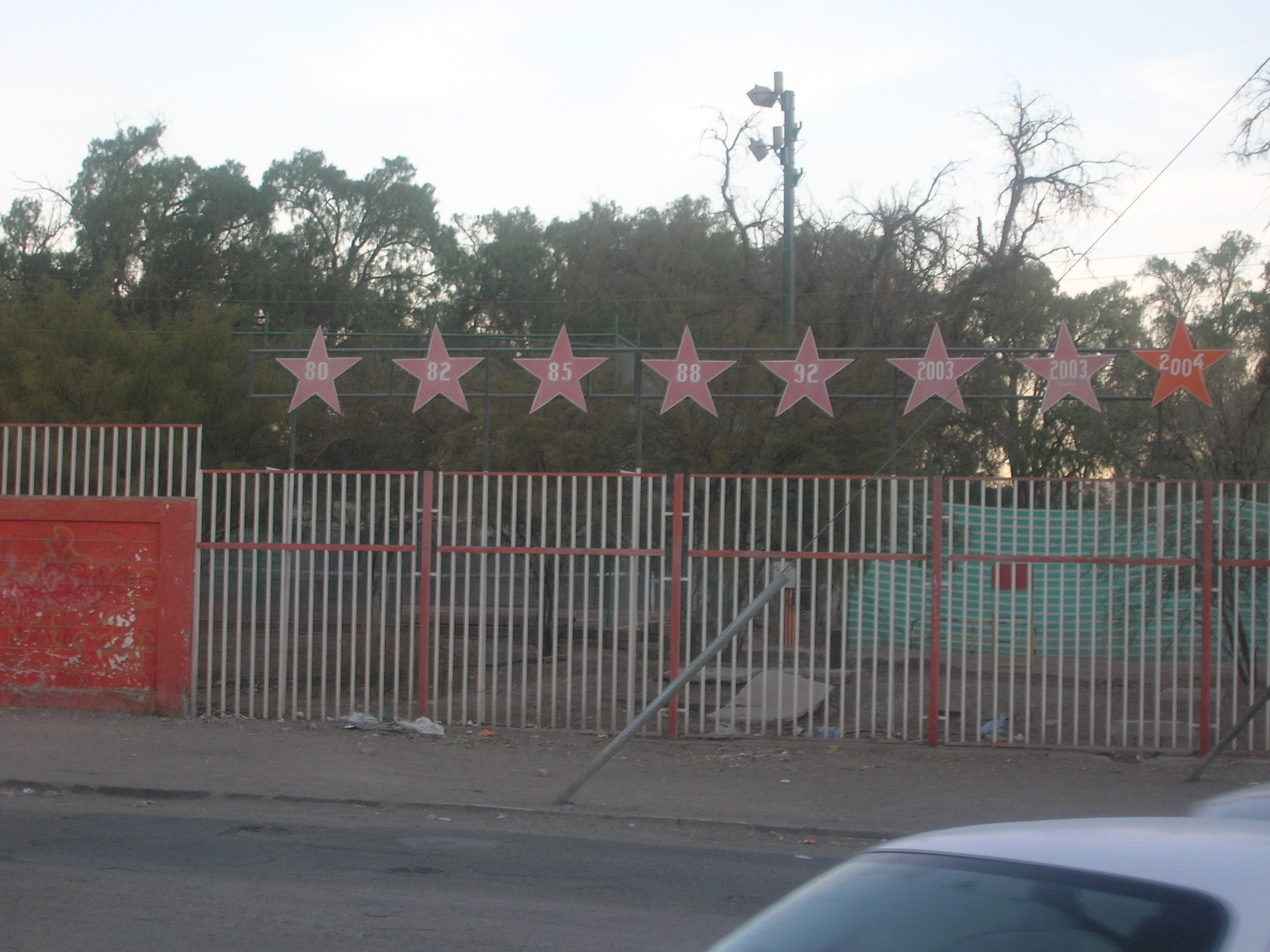
Club de Deportes Cobreloa es una institución de deportes que se encuentra en la ciudad de Calama.

La historia del Club de Deportes Cobreloa comienza el día 7 de enero de 1977, en donde la ciudad de Calama se movilizó para incorporar al club en el fútbol profesional de Chile. Desde aquel entonces su rama principal, el fútbol, ha contando con numerosos logros, con solo un año en segunda división del fútbol Chileno en el año 1977, comienza a cimentar una historia, la cual dicta campeonatos logrados en 1980, 1982, 1985, 1988, 1992 y en torneos cortos, los torneos de Apertura 2003, Clausura 2003 y Clausura 2004. En los Cuales el sistema de Campeonato era en Play Off. Cómo así la obtención de la Copa Chile de 1986.
En el aniversario número 30 de la institución, dos medios de comunicación locales efectuaron un concurso, que invitaba a las personas a votar por los jugadores, técnico y Dirigente más valiosos, durante la vida de la institución en su rama de fútbol, el nombre del concurso fue «Los once de la gloria». La votación de los participantes, dio como resultado a las siguientes personas; Víctor Merello, Hugo Tabilo, Héctor Puebla, Armando Alarcon, Mario Soto, Juan Carlos Letelier, Patricio Galaz, Darío Verón, Juan Covarrubias, Mario Osbén, Marcelo Trobbiani y como director técnico Vicente Cantatore. Considerando éste concurso, el medio en el cual la hinchada expresó su opinión sobre los jugadores de fútbol más valiosos en la historia de la institución.

### Origen

#### Nacimiento[2]
En la década de los años 50, la comunidad deportiva de la zona decidió que Calama debía de tener un equipo profesional de fútbol, con el objeto de dar un lugar de recreación y convivencia a las familias del sector. En el año 1959, Calama se proclama campeón de Chile de fútbol amateur por primera vez en su historia, bajo la dirección técnica de Roberto Rodríguez Antequera, encuentro que tuvo lugar en el Estadio Municipal de Calama ante el conjunto de Club Thomas Bata de Peñaflor. Esta participación del equipo local hizo que la localidad expresara con más fuerza la necesidad de poseer un equipo profesional de fútbol. Ello hizo que varios técnicos de la época se unieran con la idea de que Calama pudiera tener un club que estuviese en el profesionalismo.
Se eligió a Club Sports Cóndor como el primer club de Calama que entraría al profesionalismo, club que poseía apoyo total de parte de la empresa Corporación del Cobre, para las necesidades de traslado que requerían los equipos visitantes para llegar a Calama, para esto, lo primero que se efectuó para el objetivo, fue la obtención de la personalidad jurídica de este, la que se le logró de forma rápida y siendo el primer club de la ciudad en realizar dicho trámite. Luego de esto se realizó la postulación del club al profesionalismo, su primera postulación fue por medio del gerente de negocios de la Corporación del Cobre, Carlos Seguel a finales del año 1962, siendo nombrado como presidente del club, persona la cual se le es atribuida también como la responsable entre la unión del club con la corporación, la respuesta a esta solicitud fue negativa, el motivo fue por la lejanía de la ciudad de Calama con la capital del país, Santiago, condicionando la aceptación del equipo solo si este se unía con un equipo de la zona central del país.
En 1967, La asociación nacional de fútbol amateur autoriza al Club Sport Cóndor a postular al fútbol profesional, este acto fue realizado en el recinto estadio techado de la ciudad de Calama, para esto se acordó que las personas Roberto Rodríguez y domingo Iraola, viajasen a santiago a realizar una entrevista con el presidente de la central de fútbol, Nicolás Abumohor, con el objeto de plantear la postulación. La postulación resulta fallida debido a que en ese entonces, el fútbol profesional para Chile, se constituyó a partir del límite de la ciudad de Coquimbo hasta la ciudad de Los Ángeles, y la ciudad de Calama se encuentra fuera de ese rango geográfico.
En 1973 nace Deportes El Loa a partir de la misma personalidad jurídica que Club Sports Cóndor. Este club poseía una selección de exponentes de la disciplina de Chuquicamata y Calama con el fin de crear una unidad comunal en torno del equipo, el cual comenzó a participar contra equipos de primera división, en los que se incluye un partido en contra la Selección de fútbol de Cuba. Este equipo contaba con el apoyo de Codelco al igual que su predecesor. Este club poseía en sus filas a jugadores como Serapio Marín, Martín Cáceres, Héctor Fuentes y Juan Marín, quienes estuvieron en el profesionalismo.
Durante el transcurso años 70, posteriores al nacimiento de Deportes El Loa, se realizó un intento de vinculación al club profesional Santiago Morning, con la aprobación de su dirigencia, para esto el presidente de la institución viajó a Calama para validar el compromiso, con motivo de este mismo acuerdo, se pactó un partido entre un combinado del Equipo Deportes El Loa y Santiago Morning, en contra del equipo de Colo-Colo. Ambos Clubes se reunieron en la asociación central del fútbol para validar la legalidad de la fusión, para esto la corporación del Cobre, asumiría los gastos de traslado de los equipos que se trasladarían a Calama, lo que pronto produciría la discrepancia de los dirigentes y aficionados del equipo de Santiago Morning, no pudiendo llegar a un acuerdo entre ambas entidades, haciendo fallida la fusión y la incorporación de Deportes El Loa al profesionalismo.
Los problemas económicos que poseía el Club Regional Antofagasta eran urgentes y solicitaron al intendente de la región que los trabajadores de la Codelco Chuquicamata se unieran a este club y dieran el uno por ciento de su sueldo para poder formar parte de un club profesional. Sin embargo, hubo una negativa de parte de los dirigentes locales, por lo que se rechazó la propuesta por parte de la asamblea. De esta forma la unión regional resultó fallida.
El gobernador de aquel entonces, el coronel de Ejército Fernando Ibáñez, se enteró por medio de una entrevista efectuada por el diario El Mercurio por el periodista Alfredo Llewellyn Bustos, realizada al presidente de la Asociación de Fútbol de Calama, Cesareo Castillo Michea, la cual indicaba que Calama podía postular al fútbol profesional. 
Durante el transcurso del año 1976, el gerente general de la división Chuquicamata de Codelco, Nicolás Tschischow, tomo la idea de que la provincia de El Loa contara con un equipo profesional. Esta idea fue compartida y aprobada con José Gorrini, subgerente de la división y Renzo Gasparini. El gerente general de Codelco, da la autorización para formar un equipo profesional en la zona. El martes 26 de septiembre de ese año entidades comunales como la Cámara de Comercio, dirigentes deportivos de Calama y Chuquicamata, empresarios, pequeños comerciantes y personas como el coronel Fernando Ibáñez Venegas y el subgerente de Codelco, José Gorrini, comenzaron con una iniciativa, la cual tenía el fin de motivar a los interesados en formar parte de un comité inmediato llamado «Pro Ingreso al Fútbol Rentado», iniciativa que fue apoyada por los presentes. Aparte de las entidades comunales, el subgerente de Codelco José Gorrini manifestó que la empresa nombrada apoyaría íntegramente la iniciativa, según sus palabras, con el fin de «otorgar a los trabajadores de la empresa un buen bienestar, traducido en actividades de sano esparcimiento y recreación».
En diciembre de 1976, se contaba con el apoyo de los clubes: Regional Antofagasta, Colo-Colo, Naval, Aviación, Huachipato, Coquimbo Unido, Deportes Ovalle, Everton de Viña del Mar, Santiago Wanderers y Ohiggins.
Se invitó al entrenador Fernando Riera, a ser director técnico del equipo a fundarse, tras reuniones con él, declinando a las propuestas entregadas por la directiva, argumentando este por su avanzada edad para el proyecto, pese al rechazo de parte del entrenador, recomendó y realizó los contactos para que el entrenador Andrés Prieto fuera el primer entrenador de la institución, aceptando este último la propuesta, transformándose en el primer entrenador oficial del club, previamente se encontraban en el cargo Carlos Lillo y Roberto Rodríguez, realizando prueba de jugadores. Fernando Riera además de recomendar al entrenador Andrés Prieto, también lo hizo de una serie de jugadores, los cuales destacaban nombres como Guillermo Yávar, Francisco Valdés, Luis Garisto, Jorge Luis Siviero, Baudilio Jauregui Y Julio Correa del equipo New York Cosmos. Como así también dio consejos a la directiva de como debía ser un club profesional bajo su punto de vista, integrando profesionales, como médicos y psicólogos, como así también la integración de jugadores foráneos mediante inmobiliaria idónea, Fernando Riera, además realizó visitas a las ligas de fútbol de las distintas divisiones de la mina de Chuquicamata, entre los jugadores que destacaron dentro de esta selección fueron Armando Alarcón y Carlos Rojas, además de los jugadores Mario Avilés, Patricio Castillo y Gustavo Cuello.

#### Fundación
Cobreloa se fundó el 7 de enero de 1977 proveniente del equipo amateur Deportes Loa, el cual desapareció tras 28 años de existencia en el fútbol amateur, para transformarse en Cobreloa. Durante casi todo un año, la Provincia de El Loa, las ciudades de Calama y Chuquicamata se movilizaron bajo el lema «Ahora o nunca» con la intención de ingresar al fútbol profesional.
De este modo el 7 de enero la Asociación Central de Fútbol (ACF) aprobó su incorporación a la Segunda División con 38 votos, el anuncio oficial de la fundación del club, se realizó a las 20:45, mediante un informe radial, lo que desató una algarabía total en toda la ciudad con caravanas que recorrían Calama y Chuquicamata. Fue elegido como el primer presidente de la institución el prefecto de Carabineros Francisco Nuñez Venegas, quien comenzó a ejercer su cargo desde el mismo mes en que electo. Mientras ocurrían las festividades en ambas ciudades el presidente cito lo siguiente:

«.Logramos un apoyo casi unánime de los clubes de Primera y Segunda División, y en la primera votación quedó definido el ingreso de Deportes El Loa al fútbol rentado. El esfuerzo de muchos y el trabajo tras la posible aceptación de El Loa en el fútbol profesional se ha concretado hoy»
Francisco Nuñez Venegas, (1977)

### Origen del nombre
El nombre del club se debe a la unión de dos palabras, cobre debido a que en la Provincia de El Loa se encuentra los yacimientos cupríferos más importantes de Chile y la mina de cobre a tajo abierto más grande del mundo, Chuquicamata. La otra palabra es Loa, que hace referencia al nombre de la provincia en que se encuentra la ciudad de Calama y que le da su nombre, al igual que el río, que es el más largo de Chile.

### Participación en el fútbol chileno e internacional

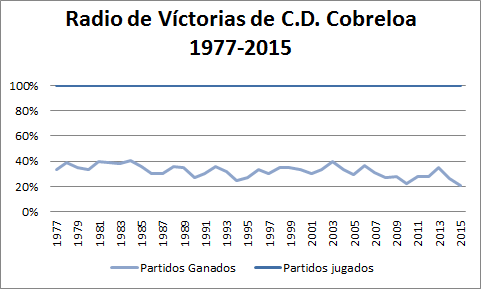
Radio de victorias en porcentaje en la ligas en las que ha participado el club desde el año 1977 hasta 2015.

A tres décadas de su fundación Cobreloa ya ostenta entre sus vitrinas ocho títulos nacionales, una Copa Chile, y dos subcampeonatos de Copa Libertadores (cayendo en agónicas finales ante Flamengo de Brasil en 1981 y Peñarol de Uruguay en 1982), lo que demuestra la corta pero rica historia del club minero en la primera división chilena y a nivel internacional.
Además, participó de 13 ediciones de la Libertadores, y de dos de la Copa Conmebol, en 1995 y 1996. También jugó la Copa Sudamericana 2002.

### Club de Deportes Cobreloa (1977 - Presente)

#### Año 1977
En el año 1977 el equipo realiza la contratación de Alfonso Fuentes como gerente del club, quién había trabajado en el equipo Lota Schwager. El equipo es integrado como parte del funcionamiento de Codelco, haciéndolo como un departamento de este. Para la formación del equipo se pidió los servicios del técnico Fernando Riera, quién supervisó a Carlos Lillio y a Roberto Rodríguez en la formación de éste. La elección del Director Técnico fue hecha por medio de una terna en la que figuraban los nombres de Salvador Nocetti, Issac Carrasco y Andrés Prieto. Bajo la ayuda del uruguayo, Roberto Correa,  se trajo a los jugadores Luis Garisto, Baudilio Jáuregui y Julio Correa.
Realiza su primer debut como profesional, precisamente en el torneo de Copa Chile del respectivo año el día 6 de febrero ante su símil de Club Regional Antofagasta, logrando además su primera victoria, por dos goles contra cero, anotados por Armando Alarcón y Juan Rogelio Núñez. Animando lo que sería posteriormente el Clásico de la segunda región. La condición de local era ejercida por el equipo de Calama, sin embargo al no poseer aún un estadio en donde poder jugar se realizó el partido en el Estadio Regional de Antofagasta. 
Cobreloa es promovido ese mismo año a la Primera división de Chile, luego de clasificar a la liguilla de promoción, luego de haber quedado cuarto en la tabla regular de la segunda división, en la liguilla se encontraban los equipos de Santiago Wanderers, Santiago Morning y Malleco Unido, con empates ante Santiago Wanderers y Santiago Morning y un triunfo ante Malleco Unido.

#### Copa Chile[6]
El equipo de Cobreloa, debutará en el profesionalismo el día 6 de febrero de 1977, ante el equipo de Club Regional Antofagasta en el Estadio Regional de Antofagasta, logrando su primera victoria en el fútbol profesional, con goles de Armando Alarcón y Juan Rogelio Núñez, válido por el torneo Copa Chile del respectivo año, el equipo de Cobreloa, participaba en el grupo 4, junto con equipo como Deportes Ovalle, Club Regional Antofagasta, Deportes La Serena y el conjunto de Coquimbo Unido, todos ellos de la zona norte del país. El equipo no logró superar la fase grupal del torneo, quedando en el puesto 2, detrás del equipo Deportes Ovalle, con 9 puntos en 8 encuentros disputados en la primera fase. El 26 de febrero del correspondiente año, en la 4.ª fecha del torneo, Cobreloa debuta como local en el Estadio Municipal de Calama siendo el vencedor del encuentro con goles de Juan Rogelio Núñez en el minuto 14 y Héctor Castillo en el minuto 75, descontando el jugador Fidel Dávila para el equipo visitante. La cantidad de espectadores fue de 9.635, el arbitraje se encontró a cargo de Robinson Luengo. El equipo entró con la siguiente formación en su debut en el profesionalismo:

##### Campeonato Nacional[7]
Cobreloa, participa por primera vez en campeonatos oficiales de liga, por la segunda división de Chile, alcanzando la cuarta posición de la tabla regular, lo que le permitió entrar a la liguilla de promoción de la cual obtuvo el segundo lugar, permitiendo así, que el club accediera a primera división con un año de haberse fundado. El primer partido por torneos nacionales fue contra el cuadro de San Luis de Quillota, el encuentro terminó con una victoria de un gol a cero a favor de Cobreloa. La primera derrota del equipo como local fue en contra del equipo de Coquimbo Unido en la fecha 23 de noviembre, el resultado del encuentro fue de 2 goles contra 0 por parte de los visitantes. En el final de la tabla regular de la segunda división, el club consigue en 34 partidos disputados, 42 puntos, con 17 victorias, 8 empates y 9 derrotas, con 54 goles a favor y 30 en contra. Con la posición obtenida, el equipo juega la liguilla de promoción del respectivo año, transcurrida durante las fechas 25 a 30 de diciembre. Se enfrenta en su primer encuentro a Santiago Wanderers con un empate a un gol hecho por Nuñez, luego enfrentará a Malleco Unido, logrando una victoria por 3 goles de Correa, Nuñez y Valdez. y empatando contra Santiago Morning a un gol hecho por Ahumada. Esto lo ubicó en el segundo lugar dentro de la tabla, con 4 puntos y con 5 goles a favor y dos en contra. Siendo promovido a la Primera división de Chile. El jugador Luis Ahumada fue el goleador del equipo esa temporada con 17 anotaciones.

#### Año 1978
El equipo de Cobreloa debuta en primera división del fútbol año en el año 1978 quedando en segundo lugar de la liga detrás del equipo Palestino y accediendo así a la liguilla para Copa Libertadores, perdiendo su opción de clasificar ante el cuadro de O'Higgins de Rancagua y  el equipo contó con la contratación de Víctor Merello para afrontar los compromisos del presente año. El elenco poseyó uno de los récords del fútbol chileno, en cuanto a mayor cantidad de partidos como invicto, el año 2011 superado por el equipo de Club Universidad de Chile. Una de las incorporaciones del equipo para esta temporada fue la de  Mario Soto, proveniente del Palmeiras de Brasil.

##### Copa Chile[12]
Este año no se realizó torneo de Copa Chile

##### Campeonato Nacional[12]
La escuadra obtuvo el segundo lugar del torneo, relegado por el equipo de Palestino, en liga jugada en 34 fechas, obteniendo 49 puntos con 22 victorias, 5 empates y 7 derrotas con diferencia de gol de 32, lo que le valió para acceder a la liguilla de copa libertadores, junto con los equipos de O'Higgins de Rancagua, Unión Española y Everton, siendo relegado al último lugar de la competición, obteniendo solo un empate ante el conjunto de Everton, en igualdad de un gol.

##### Plantel
El plantel se conformaba con los siguientes jugadores:
| Nombre del jugador    | Partidos jugados | Goles | Expulsiones |
| --------------------- | ---------------- | ----- | ----------- |
| Elmo Aedo             | 9                | -     | -           |
| Luis Ahumada          | 35               | 18    | 2           |
| Armando Alarcón       | 19               | -     | 3           |
| Miguel Alegre         | 1                | -     | -           |
| Patricio Castillo     | 2                | -     | -           |
| José Luis Ceballos    | 21               | 8     | 1           |
| Germán Saavedra       | 32               | 14    | 9           |
| Daniel Cortés         | 2                | -     | -           |
| Gustavo Cuello        | 15               | 1     | 1           |
| Daniel Díaz           | 5                | -     | -           |
| Sergio Fuentes        | 6                | 1     | -           |
| Luis Garisto          | 7                | -     | -           |
| Raúl Gómez            | 34               | -     | 1           |
| Rubén Gómez           | 29               | 8     | -           |
| Manfredo Gónzalez     | 33               | 1     | -           |
| Juan Maldonado        | 1                | -     | -           |
| Ladislao Mazurkiewicz | 34               | -     | -           |
| Víctor Merello        | 36               | 3     | -           |
| Juan Rogelio Núñez    | 36               | 11    | -           |
| Sergio Pérez          | 9                | 2     | -           |
| Pablo Prieto          | 5                | -     | -           |
| Mario Soto            | 32               | 3     | 2           |
| Guillermo Yávar       | 36               | 6     | -           |

- Estadísticas incluyen liguilla de Copa Libertadores.
- La lista es de la liga chilena de fútbol, excluyendo copas internacionales.

#### Año 1979
El equipo participa para la primera división y para el campeonato de Copa Chile del presente año, quedando por segunda vez en el segundo puesto en el campeonato nacional y quedando en semifinal, perdiendo ante el equipo de Colo-Colo, en tiempo suplementario. El jugador Hugo Tabilo se incorpora al club este año. Su segundo lugar en el campeonato nacional, le perimite participar en la liguilla de copa libertadores de dicho año, no pudiendo ingresar al torneo internacional. En ese año ocurré la mayor goleada de Cobreloa en torneos profesionales en contra de O'Higgins de Rancagua por diez goles en contra de cero.

##### Copa Chile[15]
El conjunto de Cobreloa se ubica en el grupo número 2, junto a los equipos de Unión Española, Coquimbo Unido y O'Higgins de Rancagua, quedando en segundo lugar, así clasificando a la siguiente ronda, obteniendo 8 puntos en 6 encuentros disputados, con 2 victorias y la misma cifra para empates y derrotas. En cuartos de finales se enfrenta al equipo de Palestino, en dos partidos, ganando los 2, el primero por 3 goles a 1 y en el segundo partido por 2 goles a 0. Clasificando a las semifinal del campeonato en un único partido disputado ante el conjunto de Colo-Colo, perdiendo en tiempo extra.

##### Campeonato Nacional[15]
El debut del equipo en el campeonato como en campeonatos de primera división fue contra Colo-Colo, con una victoria de 4 a 2. Por segunda vez consecutiva el equipo logra el segundo lugar del torneo, que se disputó en 34 fechas, obteniendo 45 puntos, con 18 victorias y 8 empates y derrotas, accediendo a liguilla de copa libertadores, junto con los equipos de Unión Española, Universidad de Chile y O'Higgins de Rancagua no obteniendo ningún punto de los posibles.

##### Plantel[16]
| Nombre del jugador    | Partidos jugados | Goles | Expulsiones |
| --------------------- | ---------------- | ----- | ----------- |
| Elmo Aedo             | 1                | -     | -           |
| Luis Ahumada          | 32               | 8     | -           |
| Armando Alarcón       | 13               | 1     | 1           |
| Camilo Benzi          | 23               | 1     | -           |
| Germán Saavedra       | 0                | 0     | -           |
| Daniel Díaz           | 1                | -     | -           |
| Sergio Fuentes        | 1                | -     | -           |
| Eduardo Gómez         | 2                | -     | -           |
| Raúl Gómez            | 16               | 1     | -           |
| Rubén Gómez           | 32               | 13    | -           |
| Guillermo Gónzalez    | 2                | -     | -           |
| Manfredo Gónzalez     | 31               | -     | -           |
| Eduardo Jímenez       | 36               | 4     | 1           |
| Ladislao Mazurkiewicz | 35               | -     | -           |
| Víctor Merello        | 35               | 5     | -           |
| Juan Rogelio Núñez    | 6                | -     | -           |
| Nelson Pedetti        | 31               | 13    | -           |
| Mario Soto            | 37               | 3     | -           |
| Hugo Tabilo           | 25               | -     | -           |
| Paulo Cesár Veiga     | 24               | -     | -           |
| Guillermo Yávar       | 31               | 8     | -           |

- Estadísticas incluyen liguilla de Copa Libertadores.
- La lista es de la liga chilena de fútbol, excluyendo copas internacionales.

#### Año 1980
El año 1980, Cobreloa se consagró por primera vez campeón del campeonato Chileno, teniendo a su vez participación en la Copa Chile de dicho año. Cobreloa además participaba en eventos de la comunidad, como el 26 de junio de 1980 en donde participaron en un partido en contra de un combinado de jugadores aficionados de los pueblos del interior de la zona. Evento realizado por la asociación de Deportes y Recreación de la Pre-cordillera Central El Loa.
Durante la época entre 1980 y 1985, el equipo de Cobreloa consiguió realizar un récord en Chile, el cual fue de mantener su localía invicta durante el lapso de dicho años, con un total de 91 partidos disputados, logro que hasta el día de hoy, ningún equipo del país ha podido superar.

##### Copa Chile[19]
Durante la primera fase de la competencia, Cobreloa llegó a ser líder de su grupo el cual se encontraban Iquique, Coquimbo Unido y Deportes Aviación. Esto le valió avanzar a los cuartos de finales de la competencia. En donde se enfrentó en dos encuentros a Club Deportivo Magallanes. Ambos encuentros fueron triunfos para el Club, permitiéndose avanzar a las semifinales, no logrando llegar a la final siendo derrotado por Colo-Colo por la cuenta mínima.

##### Primer Título (1980)[20]

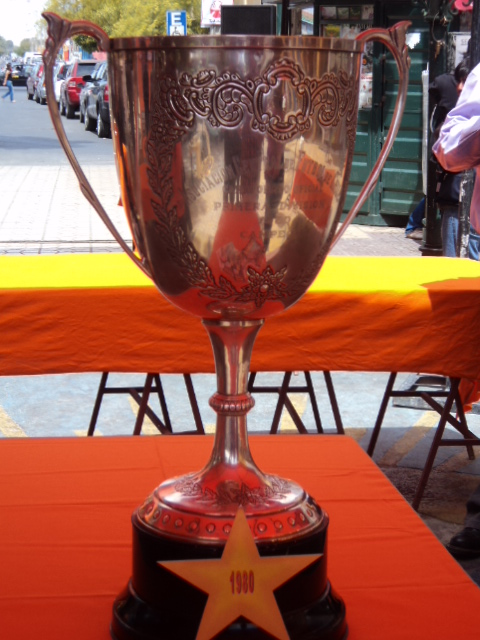
Fotografía del Trofeo de Cobreloa obtenido en el año 1980, en una exposición hecha por la institución. El título fue obtenido el día 7 de diciembre de dicho año ante el conjunto de Lota Schwager en dónde se jugaba la última fecha del campeonato.

El entrenador Vicente Cantatore fue el primer director técnico en consagrarse campeón del fútbol chileno con el club. Los fichajes elegidos por el entrenador se destacan Oscar Wirth, Enzo Escobar y Héctor Puebla.
El primer partido disputado por la institución en el campeonato, fue el día 20 de abril en el Estadio Municipal de Calama en contra del equipo de Audax Italiano, el encuentro fue a favor del club, con dos goles de Víctor Merello.
El equipo logró mantener invicto en su campaña de local, peleando el título ante la Universidad de Chile. Pronto el equipo fue apodado como los «Monstruitos de Vicente Cantatore».
El 30 de noviembre, en la penúltima fecha, el equipo jugó contra el Municipal Iquique, el cual ganaron por 2 goles, obras de Nelson Pedetti y Víctor Merello, en tanto la Universidad de Chile solo logró un empate ante el conjunto de Lota Schwager. Quedando como punteros del torneo dejando a la Universidad de Chile en segundo lugar. Antes de estos encuentro ambos se encontraban con 44 unidades en la tabla de posición.
En la fecha 34, el día 7 de diciembre, Cobreloa jugó de Local ante el conjunto de Lota Schwager, venciendo a su símil por 3 goles. Previo al partido el Estadio Municipal de Calama fue arreglado. El ser campeón de dicho año le valió un cupo para la Copa Libertadores de América 1981 Fue Mario Soto quien Recibió la Copa.
Cobreloa entró a la cancha con la siguiente formación:
| Alineación: - Oscar Wirth - Hugo Tabilo - Mario Soto - Eduardo Jiménez - Raúl Gómez - Armando Alarcón - Víctor Merello - Luis Ahumada. - Oscar Roberto Muñoz - Nelson Pedetti - Paulo Veiga - Ent: Vicente Cantatore | Wirth Gómez Jiménez Tabilo Soto Ahumada Pedetti Muñoz Alarcón Veiga Merello |
| Wirth Gómez Jiménez Tabilo Soto Ahumada Pedetti Muñoz Alarcón Veiga Merello |                                                                             |

Una vez terminado el partido, el plantel realizó una vuelta olímpica sobre el estadio municipal, luego los jugadores se subieron a un carro que fue construido para saludar a la gente de la ciudad por medio de una Caravana. El único jugador que no participó en la Caravana fue Raúl Gómez, que subió trotando a la gruta ubicada en Chuquicamata, el dejó una camiseta a la Virgen de Lourdes, para cumplir con su manda, que había realizado previamente el año 1977, año en que Cobreloa asciende a primera división.

«Recuerdo que ese año realizamos un trabajo serio y responsable. Nos esforzamos en lo físico y en lo humano, pero lo principal fue la honradez con que se buscó y consiguió el objetivo.»
Mario Soto, (2005).

| 7 de diciembre de 1980 | Cobreloa                               | 3:0' | Lota Schwager | Estadio Municipal de Calama, Calama                         |                                                             |
|                        | Jiménez 26' · Pedetti 58' · Aumada 76' |      |               | Asistencia: 14.709 espectadores Árbitro(s): Guillermo Budge | Asistencia: 14.709 espectadores Árbitro(s): Guillermo Budge |

| EG | EE | EP | GF | GC |
| -- | -- | -- | -- | -- |
| 17 | 13 | 4  | 51 | 25 |

##### Plantel[23]
| Nombre del jugador | Partidos jugados | Goles | Expulsiones |
| ------------------ | ---------------- | ----- | ----------- |
| Luis Ahumada       | 32               | 10    | 1           |
| Armando Alarcón    | 28               | -     | -           |
| Miguel Alegre      | 6                | -     | -           |
| Germán Concha      | 2                | -     | -           |
| Enzo Escobar       | 11               | 1     | -           |
| Raúl Gómez         | 25               | -     | -           |
| Rubén Gómez        | 16               | 2     | -           |
| Eduardo Jiménez    | 30               | 5     | -           |
| Víctor Merello     | 29               | 7     | 1           |
| Oscar Muñoz        | 25               | 5     | -           |
| Juan Páez          | 29               | 6     | 1           |
| Nelson Pedetti     | 31               | 12    | 1           |
| Alexander Prado    | 1                | -     | -           |
| Héctor Puebla      | 25               | 1     | -           |
| Mario Soto         | 33               | -     | 1           |
| Hugo Tabilo        | 33               | 1     | -           |
| Paulo Cesár Veiga  | 28               | 1     | -           |
| Oscar Wirth        | 33               | -     | -           |

- Estadísticas incluyen liguilla de Copa Libertadores.
- La lista es de la liga chilena de fútbol, excluyendo copas internacionales.

#### Año 1981
Cobreloa participa por primera vez en el torneo internacional Copa Libertadores Logrando llegar hasta la fase final del toneo en donde se enfrenta al equipo de Flamengo. La dirección técnica seguía a cargo del técnico Vicente Cantatore, para enfrentar las competiciones de ese año se realizaron las contrataciones de Washington Olivera, Jorge Luis Siviero y Eduardo Fournier. A su vez, realiza su participación tanto en el torneo de Copa Chile, como el torneo nacional.

##### Copa Chile[24]
En la primera fase de la competición, Cobreloa fue asignado en el grupo 1 junto a los equipos de Everton, Municipal Iquique, San Luis de Quillota y Deportes La Serena. Cobreloa loará superar la fase grupal Junto al equipo de Everton y San Luis de Quillota. Con 15 Puntos.
Cobreloa es eliminado por el equipo de Audax Italiano en cuartos de finales, por 1 gol de diferencia de local y 2 a 1 de visita.

##### Campeonato Nacional[24]
Cobreloa termina en el toneo nacional, en el segundo lugar luego de Colo-Colo. Lo que le valió ir a la liguilla de promoción para disputar la copa libertadores el siguiente año. En esa liguilla se encontraban los equipos de Universidad de Chile, Unión Española y Club de Deportes Naval. Cobreloa se adjudica con la liguilla, lo que le valió participar en la edición de Copa Libertadores el año 1982. Con un empate de 3 goles ante la Unión Española y los triunfos ante la Universidad de Chile y Naval, ambos por 2 goles a 1.

##### Copa Libertadores 1981[25]
En la versión número 21 del evento Cobreloa realiza su primera participación en este torneo en el grupo 5 del torneo en donde
se encontraban clubes Chilenos (Cobreloa y Universidad de Chile) y equipos Peruanos (Sporting Cristal y Atlético Torino).
El equipo de Cobreloa logró hacerse como el líder de su grupo con 9 puntos. Su debut en el torneo fue ante el equipo de Universidad de Chile el 18 de marzo, con un empate a 0 goles. Dentro de los partidos disputados en la fase de grupo se destaca la goleada en contra Atlético Torino por 6 goles en contra de 1.
| EG | EE | EP | GF | GC | Pts |
| -- | -- | -- | -- | -- | --- |
| 3  | 3  | 0  | 14 | 3  | 9   |

En la siguiente fase del torneo Cobreloa se enfrentó contra los equipos de Peñarol y Nacional. Uno de los hitos más importantes del equipo ocurrió, cuando este logró vencer por 2-1 a Nacional logrando por primera vez que un equipo chileno ganará en Estadio Centenario de Uruguay. Cobreloa logró acceder a la fase final del evento en donde se enfrentaría al equipo de Flamengo.
| EG | EE | EP | GF | GC | Pts |
| -- | -- | -- | -- | -- | --- |
| 3  | 1  | 0  | 9  | 5  | 7   |

La fase final se efectuó en dos partidos el primer partido fue en la fecha 13 de noviembre en el Estadio Maracaná en donde Cobreloa fue derrotado por 2-1, el gol de descuento fue obra de Víctor Merello 65' de juego y los goles del conjunto brasileño fueron del jugador Zico en minuto 12 y 30. El árbitro del cotejo fue el argentino Carlos Espósito.
El segundo encuentro fue realizado el 20 de noviembre en el Estadio Nacional, esto debido a que el Estadio Municipal de Calama no contaba con la infraestructura necesaria para albergar una final. El equipo de Cobreloa fue el vencedor del cotejo por medio de un gol de Víctor Merello a los 79 minutos, mediante lanzamiento de tiro libre.
Con una victoria para Flamengo y otra para el equipo de Cobreloa, se realizó un tercer partido, este fue realizado el 23 de noviembre en el Estadio Centenario. En donde el equipo de Cobreloa fue derrotado por 2 a 0. En este partido fueron expulsados Mario Soto, Eduardo Jiménez y Armando Alarcón. El autor de los 2 Goles fue el jugador Zico, que a la postre se transformaría en el goleador del campeonato.
El equipo de Cobreloa formó con los jugadores; Wirth, Tabilo, Páez, Soto, Escobar, Jiménez, Merello, Alarcón, Puebla, Siviero, W. Olivera.

«Como jugador siempre me complace mucho recordar la final de la Copa Libertadores del año 1981. Yo jugaba en el Flamengo de Río de Janeiro, y ganamos por 2-1 al representante chileno, el Cobreloa. Aquello fue una victoria del fútbol arte sobre el fútbol fuerza»
Zico, (2007).

«Ellos provocaron mucho. Además, promovieron la acción de meter jugadores para pegarle al rival. Digo esto, porque ingresó a la cancha el jugador, Anselmó, sólo para pegarme a mí. A él lo usaron y lo malo es que después terminó contrato con Flamengo y se fue a jugar a Centroamérica»
Mario Soto, (2007).

| 23 de noviembre de 1981 | Cobreloa | 0:2' | Flamengo      | Estadio Centenario, Montevideo                            |                                                           |
|                         |          |      | Zico 19', 79' | Asistencia: 30.200 espectadores Árbitro(s): Roque Cerullo | Asistencia: 30.200 espectadores Árbitro(s): Roque Cerullo |

##### Plantel[28]
| Nombre del jugador | Partidos jugados | Goles | Expulsiones |
| ------------------ | ---------------- | ----- | ----------- |
| Luis Ahumada       | 18               | 6     | -           |
| Armando Alarcón    | 29               | 2     | -           |
| Enzo Escobar       | 17               | 1     | -           |
| Eduardo Fournier   | 4                | -     | -           |
| Eduardo Gómez      | 9                | -     | -           |
| Raúl Gómez         | 20               | -     | -           |
| Rubén Gómez        | 29               | 3     | -           |
| Eduardo Jímenez    | 26               | 1     | -           |
| Víctor Merello     | 29               | 7     | 1           |
| Oscar Muñoz        | 21               | 4     | -           |
| Juan Nuñez         | 10               | 1     | -           |
| Washington Olivera | 26               | 13    | 1           |
| Juan Páez          | 18               | 2     | -           |
| Juan Pallacan      | 1                | -     | -           |
| Héctor Puebla      | 25               | 2     | -           |
| Carlos Rojas       | 13               | 2     | -           |
| Jorge Luis Siviero | 30               | 15    | -           |
| Mario Soto         | 25               | 1     | 1           |
| Hugo Tabilo        | 32               | -     | -           |
| Oscar Wirth        | 30               | -     | -           |
| Mario Zurita       | 1                | 1     | -           |

- Estadísticas incluyen liguilla de Copa Libertadores.
- La lista es de la liga chilena de fútbol, excluyendo copas internacionales.

#### Año 1982
En el año 1982, el equipo compite por segunda vez consecutiva en el torneo internacional Copa Libertadores, llegando a disputar su segunda final consecutiva contra el Peñarol de Uruguay obteniendo el segundo lugar de la competición. En el ámbito Nacional, Cobreloa bajo la dirección del Director Técnico Vicente Cantatore obtienen el título nacional del fútbol Chileno. Ante el rival Deportes La Serena por una victoria de 5 a 0. La efectividad de goles obtenida por le conjunto, fue de 2,3 Goles por partido. Su participación en Copa Chile, terminó en semifinales, ante el conjunto de Colo-Colo. Se incorpora al equipo el jugador Juan Carlos Letelier.

##### Copa Chile[30]
El equipo fue asignado en el grupo 1 del Torneo, para disputar los partidos de primera fase, junto a equipos como Municipal Iquique, Deportes Arica, Regional Atacama y Deportes La Serena. Cobreloa avanza a la siguiente fase del torneo junto a Deportes Iquique y Deportes Arica, obteniendo 14 puntos durante esta fase
En la segunda fase del torneo, enfrenta al equipo de Club Deportivo Magallanes, ganando los dos encuentros en disputa. Con los resultados de 5 a 1 de local y 1 a 2 de visitante, lo que le fue válido para poder acceder a la última ronda del torneo.
En la fase final del torneo, se realizó un torneo de 4 equipos con los ganadores de la segunda fase conformado por los equipos además de Cobreloa, Colo-Colo, Universidad Católica y Universidad de Chile. El equipo solo obtuvo un empate ante el conjunto de Universidad Católica, resignándole a la última posición del grupo con un 1 punto.

##### Segundo Título (1982)[20]

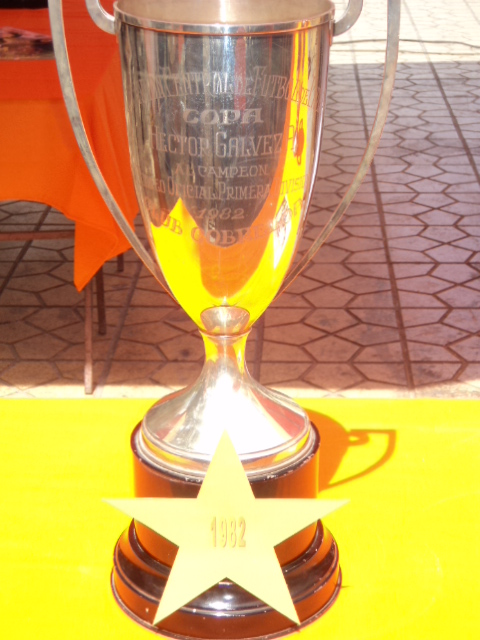
Fotografía del Trofeo de Cobreloa obtenido en el año 1982, en una exposición hecha por la institución.

El equipo de Cobreloa se consagra campeón del torneo nacional, el segundo título obtenido en la institución por Vicente Cantatore. El torneo tuvo 30 Fechas en disputa, la cual Cobreloa pudo obtener el primer lugar del torneo, esto fue decidido en la jornada 28 del Torneo en donde Cobreloa Vence por 5 a 0 a Deportes La Serena, alejándose de sus rivales directos en la tabla de posiciones. En la jornada número 30, Disputa su último partido del torneo ante Santiago Morning, ganando por 3 a 1. Con goles de Luis Aumada, Washington Olivera y Víctor Merello de penal.
El triunfo nuevamente provocó la alegría de la afición. Al igual que en el primer título, se produjeron caravanas que se podían ver en los centros de Chuquicamata y Calama, las cuales eran seguidas por los autos de la gente que vitoreo esta obtención de título.
El jugador Jorge Luis Siviero fue quien más goles anotó en el presente campeonato, con 18 goles.

##### Copa Libertadores 1982[34]
Un año después de la primera actuación del equipo en la Copa Libertadores de América, este nuevamente ingresa a esta competición internacional. Cobreloa en la fase grupal es asignado en el grupo 4, el cual compartía el cupo de equipos Chilenos junto a Colo-Colo, el cual venía de ser campeón de primera división el año 1981 y a los conjuntos Ecuatorianos Liga Deportiva Universitaria de Quito y el equipo de Barcelona de Guayaquil. El equipo hace su debut en el torneo ante el conjunto de Colo-Colo en la fecha 4 de agosto, en un empate a 0. Al finalizar la primera fase del campeonato, el club, termina líder de su grupo en 6 partidos disputados y con 9 puntos obtenidos, siendo imbatible de local ganando sus partidos contra el Barcelona de Guayaquil por 3 goles a 0, contra Liga Deportiva Universitaria de Quito Por 3 goles a 1 y a Colo-Colo por 2 goles a 0, en las fechas 7, 10 y 22 de septiembre respectivamente. Lo que le otorgó acceder a la siguiente fase del torneo.
| EG | EE | EP | GF | GC | Pts |
| -- | -- | -- | -- | -- | --- |
| 3  | 3  | 0  | 9  | 2  | 9   |

Correspondiente a las semifinales del torneo, se conformaron 2 grupos de equipos, con 3 en cada uno. Cobreloa participó en el grupo 2, junto a los equipos de Club Olimpia de Paraguay y Deportes Tolima de Colombia, comienza en esta fase clasificatorias perdiendo contra Deportes Tolima, en Colombia, en la fecha 17 de octubre, en la vuelta el equipo ganó por 3 goles a 0, el 26 de octubre dentro de la fase enfrenta al Club Olimpia el 5 de noviembre en los Defensores del Chaco, encuentro que terminó con empate a 1, en el partido de vuelta logra vencer al conjunto de Paraguay el 10 de noviembre, terminada la etapa de semifinales, el club nuevamente queda como el líder grupal, lo que le valió para acceder a la última fase del campeonato, en donde se enfrentó a Peñarol de Uruguay.
| EG | EE | EP | GF | GC | Pts |
| -- | -- | -- | -- | -- | --- |
| 2  | 1  | 1  | 5  | 2  | 5   |

La fase final del torneo, fue efectuada en dos partidos para su definición con las fechas 26 y 30 de noviembre respectivamente del año correspondiente, el primer partido fue disputado en Uruguay en el Estadio Centenario, en dicho encuentro culminó en un empate sin goles, el partido fue arbitrado por el Brasileño Assis de Aragão.
Cobreloa formó con la siguiente alineación: Wirth, Soto, E. Gómez, Tabilo, Alarcón, Escobar, Letelier, Merello, Siviero, R. Gómez, Olivera.
| 1982 | Peñarol | 0:0' | Cobreloa | Estadio Centenario, Montevideo                              |  |
|      |         |      |          | Asistencia: 55.248 espectadores Árbitro(s): Assis de Aragão |  |

El segundo partido efectuado el 30 de noviembre, el equipo de Cobreloa hizo su localía en el Estadio Nacional, debido al mismo motivo que en el año 1981, la victoria fue para el conjunto de Peñarol, gracias a un agónico gol en el minuto 89 de partido, obra del jugador Fernando Morena, quién llegará a ser el goleador del campeonato. Dejando al equipo de Calama, como subcampeón del torneo por segunda vez, de forma consecutiva. El encargado arbitral el partido fue el Argentino Jorge Romero
Cobreloa forma con la siguiente alineación: Wirth, E. Gómez, Soto, Tabilo, Alarcón, Escobar, Rubio, Merello, Siviero, R. Gómez, W. Olivera.
| 1982 | Cobreloa | 0:1' | Peñarol    | Estadio Nacional, Santiago                               |                                                          |
|      |          |      | Morena 89' | Asistencia: 70.400 espectadores Árbitro(s): Jorge Romero | Asistencia: 70.400 espectadores Árbitro(s): Jorge Romero |

«Ellos eran un excelente equipo, donde había dos amigos: Washington Olivera y Jorge Siviero. Tenían un estilo muy sólido. No regalaban espacios para jugar. Era un equipo agresivo, pero no violento. Era duro enfrentarlos. »
Fernando Morena.

«El silencio que hubo después del gol lo dice todo. »
Víctor Merello.

##### Plantel[37]
| Nombre del jugador     | Partidos jugados | Goles | Expulsiones |
| ---------------------- | ---------------- | ----- | ----------- |
| Luis Ahumada           | 9                | 5     | -           |
| Armando Alarcón        | 25               | 1     | -           |
| Enzo Escobar           | 21               | 2     | -           |
| Eduardo Fournier       | 1                | -     | -           |
| Eduardo Gómez          | 18               | -     | -           |
| Raúl Gómez             | 8                | -     | -           |
| Rubén Gómez            | 22               | 5     | -           |
| Juan Carlos Letelier   | 21               | 11    | 1           |
| Sergio Daniel Martínez | 5                | -     | -           |
| Víctor Merello         | 29               | 7     | -           |
| Roberto Oscar Muñoz    | 8                | -     | -           |
| Washington Olivera     | 16               | 6     | -           |
| Héctor Puebla          | 26               | 7     | -           |
| Carlos Rojas           | 15               | 1     | -           |
| Hugo Rubio             | 17               | 2     | -           |
| Jorge Luis Siviero     | 26               | 18    | -           |
| Mario Soto             | 30               | 2     | -           |
| Hugo Tabilo            | 25               | 2     | -           |
| Oscar Wirth            | 29               | -     | -           |

- Estadísticas incluyen liguilla de Copa Libertadores.
- La lista es de la liga chilena de fútbol, excluyendo copas internacionales.

#### Año 1983
El año 1983, Cobreloa participa por tercera vez en el torneo de Copa Libertadores de América como en los torneos nacionales de Copa República y el Campeonato nacional, en cual el equipo quedó en el segundo lugar y siendo eliminado en el torneo Copa República ante el conjunto de Deportes Antofagasta en primera fase. Terminando en derrota por 3 goles a 1, en el partido de vuelta gana por 4 goles contra 1. En el presente año el equipo cuenta con la incorporación de Enrique Berríos para las copetencias a disputarse durante el año.

##### Copa República[40]
En la primera fase del torneo el equipo se enfrenta a Deportes Antofagasta. Es derrotado por 3 goles a 0 y obtiene una victoria por 4 a 1, llevándolos a definición por Penales, el cual el equipo de Deportes Antofagasta gana. Con este resultado, el equipo no logra avanzar a la siguiente fase, quedando en primera fase del torneo.

##### Campeonato Nacional[40]
En el campeonato oficial, el conjunto terminó en segundo lugar con un historial de 26 puntos a favor, 10 puntos por empates y 6 puntos por derrotas. Cobreloa debuta en el torneo en la fecha 8 de noviembre ante el conjunto de Deportes Naval en el Estadio El Morro. Obteniendo una victoria de 1 gol a 0, hecho por el jugador Washington Olivera. Quien sería el goleador del campeonato con 28 anotaciones, el segundo puesto fue para Jorge Siviero con 24 anotaciones. Con el resultado obtenido participa en la Liguilla Pre-Libertadores en donde obtiene el tercer lugar dentro de los 4 finalistas de esta no pudiendo clasificar al torneo Copa Libertadores del siguiente año.

##### Copa Libertadores 1983
El torneo de Copa Libertadores del mismo año, participa llegando hasta la fase de grupos en segundo lugar con 6 puntos seguido de Estudiantes de la Plata, en el grupo 1. En ese grupo se encontraban además, los equipos de Club Social y Deportivo Colo-Colo y Club Ferro Carril Oeste, tomando victorias ante este equipo y el de Estudiantes de la Plata. Solo llegando hasta la fase de grupos.
| EG | EE | EP | GF | GC | Pts |
| -- | -- | -- | -- | -- | --- |
| 3  | 0  | 3  | 8  | 6  | 6   |

##### Plantel[44]
| Nombre del jugador   | Partidos jugados | Goles | Expulsiones |
| -------------------- | ---------------- | ----- | ----------- |
| Luis Ahumada         | 17               | 1     | -           |
| Armando Alarcón      | 28               | -     | 1           |
| Luis Díaz Muñoz      | 5                | -     | -           |
| Enzo Escobar         | 37               | 3     | -           |
| Quemel Farías        | 2                | -     | -           |
| Eduardo Fournier     | 24               | -     | -           |
| Eduardo Gómez        | 22               | 1     | -           |
| Rubén Gómez          | 34               | 7     | -           |
| Ángel Miguel Laino   | 19               | 1     | -           |
| Juan Carlos Letelier | 38               | 15    | -           |
| Sergio Martínez      | 6                | -     | -           |
| Víctor Merello       | 43               | 6     | -           |
| Washington Olivera   | 43               | 28    | -           |
| Héctor Puebla        | 33               | -     | -           |
| Carlos Rojas         | 28               | 4     | -           |
| Hugo Rubio           | 37               | 3     | -           |
| Jorge Luis Siviero   | 41               | 25    | -           |
| Mario Soto           | 39               | 1     | -           |
| Hugo Tabilo          | 40               | -     | -           |
| Claudio Tello        | 10               | -     | 1           |

- Estadísticas incluyen liguilla de Copa Libertadores.
- La lista es de la liga chilena de fútbol, excluyendo copas internacionales.

#### Año 1984
En la fecha 13 de mayo de 1984, participa por primera vez en un «Clásico minero», ante el cuadro de Cobresal, válido por el campeonato Copa Polla Gol cuyo resultado fue un empate a 2 goles. Anotaciones de Nelsón Valenzuela y Nelsón Pedetti. Su participación en dicho torneo culmina en la fase de grupos quedando en segundo lugar detrás de Cobresal, con un total de 13 puntos acumulados en 10 partidos jugados. Se incorpora al equipo el jugador Juan Covarrubias. En el campeonato nacional consigue acceder a la liguilla que definía al campeón del torneo, participando en la categoría zona norte.

##### Copa Polla Gol[46]
Cobreloa participa en el grupo del torneo en con los equipos de Cobresal, Deportes Antofagasta, Regional Atacama, Deportes Arica e Iquique Deportes, el equipo finaliza en el segundo lugar detrás de Cobresal con 13 puntos conseguidos en 10 partidos.

##### Campeonato Nacional[48]
Cobreloa participa en el torneo nacional de Chile el año 1984, jugando en el grupo norte asignado, en donde obtiene el segundo lugar con 38 puntos obtenidos a partir de 16 victorias, 6 empates y 4 derrotas, lo que le permitió acceder a la liguilla Pre-Libertadores en donde obtiene el cuarto lugar con 2 derrotas y un empate, finalizando con un 17% de rendimiento. El equipo debuta en la fecha 22 de julio de dicho año ante el conjunto de Deportes La Serena, terminando con un empate a 1 gol, el gol para el conjunto fue de Juan Carlos Letelier.

##### Plantel[49]
| Nombre del jugador   | Partidos jugados | Goles | Expulsiones |
| -------------------- | ---------------- | ----- | ----------- |
| Armando Alarcón      | 19               | -     | 1           |
| José Miguel Álvarez  | 20               | 1     | -           |
| Carlos Bertero       | 26               | -     | -           |
| José Cabrera         | 2                | -     | -           |
| Eduardo Campos       | 1                | -     | -           |
| Juan Covarrubias     | 27               | 10    | -           |
| Jorge Díaz           | 10               | -     | -           |
| Enzo Escobar         | 27               | -     | -           |
| Eduardo Fournier     | 3                | -     | -           |
| Eduardo Gómez        | 17               | 1     | -           |
| Omar Gómez           | 1                | -     | -           |
| Rubén Gómez          | 24               | 4     | -           |
| Juan Carlos Letelier | 24               | 14    | -           |
| Víctor Merello       | 21               | 5     | -           |
| Camilo Pino          | 3                | 1     | -           |
| Héctor Puebla        | 16               | 2     | -           |
| Carlos Rojas         | 16               | -     | -           |
| Hugo Rubio           | 25               | 3     | -           |
| Jorge Siviero        | 15               | 2     | -           |
| Edgardo Soto         | 3                | -     | -           |
| Mario Soto           | 25               | 1     | -           |
| Hugo Tabilo          | 26               | 1     | 1           |
| Francisco Ugarte     | 9                | 1     | -           |

- Estadísticas incluyen liguilla de Copa Libertadores.
- La lista es de la liga chilena de fútbol, excluyendo copas internacionales.

#### Año 1985
En el año 1985, el equipo se consagra por tercera vez campeón en campeonatos nacionales oficiales, bajo la dirección técnica de Jorge Toro reemplazando al entrenador Vicente Cantatore, quién este último lo recomendó para ser su remplazante, el equipo logra una marca en cuanto partidos invictos de local, con un total de 91 partidos invictos siendo derrotados por el equipo de Cobresal. El portero Eduardo Fournier alcanza la racha de mantener invicta su portería por 1.011 minutos. El jugador Jorge García se incorpora al equipo. Su participación en Copa Chile terminará en cuartos de final, ante el conjunto de Club Deportivo Palestino, el resultado del partido fue de 2 goles contra 1.

##### Copa Polla Gol[54]
El equipo participa en el grupo 1 del torneo compitiendo en contra de los conjuntos de Deportes Antofagasta, Deportes Arica, Cobresal, Coquimbo Unido, Deportes La Serena, Deportes Iquique y Regional Atacama, el equipo logra avanzar a la siguiente fase enfrentando a Club Deportivo Palestino, en donde pierde por 2 goles en contra 1, terminando su participación en el campeonato.

##### Tercer Título (1985)[55]

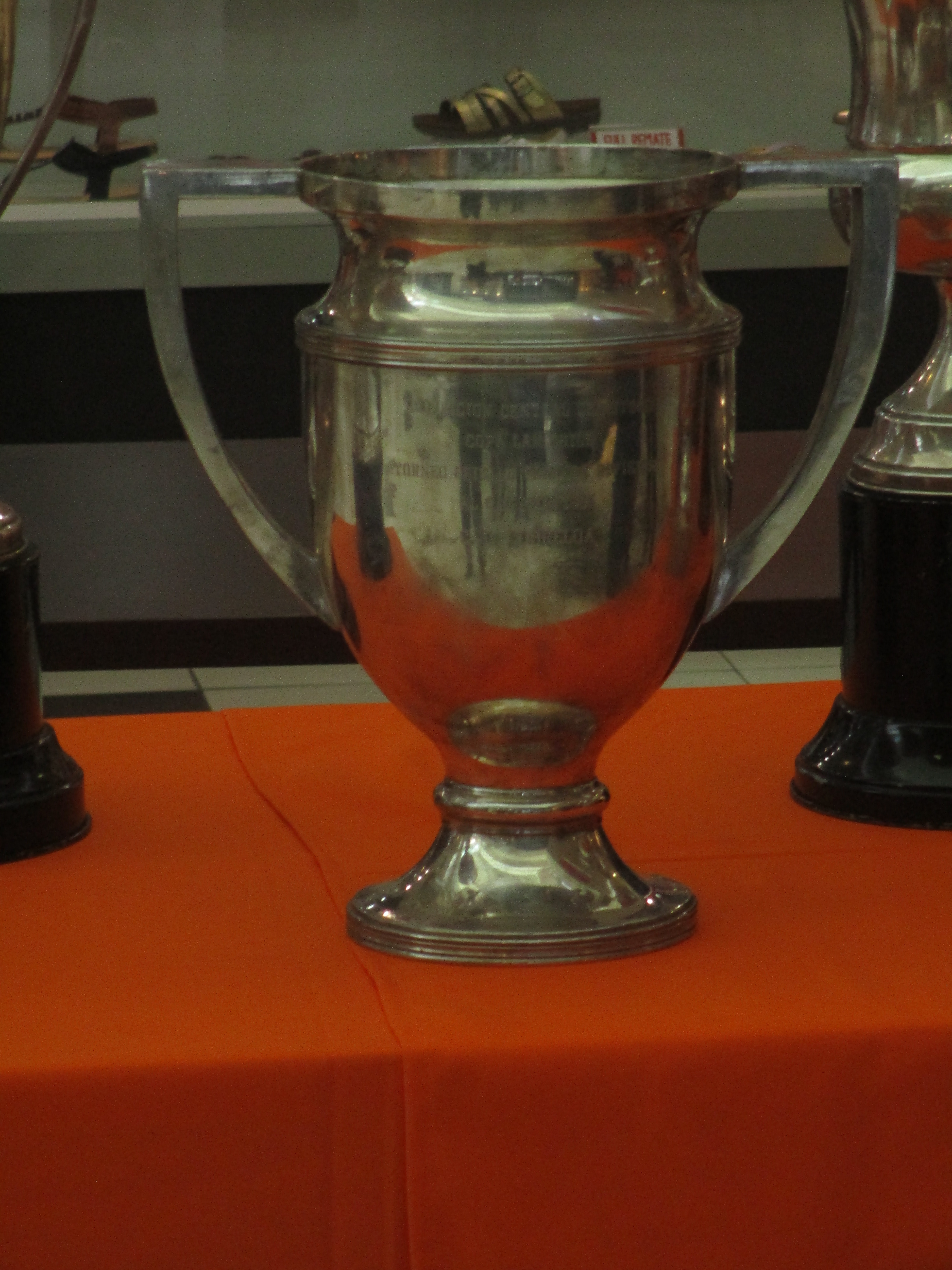
Trofeo de Cobreloa obtenido en el año 1985

Cobreloa se adjudica el título de campeón del torneo de primera división del de dicho año, jugando un total de 38 partidos, con 21 victorias, 10 empates y 7 derrotas con 65 goles a favor y 24 en contra, capitalizando un total de 52 puntos, ubicándose en el primer lugar de la tabla de posiciones.
Debuta en el torneo el día 12 de mayo en contra del conjunto de Club Deportivo O'Higgins en el Estadio El Teniente con un empate sin goles.
La primera victoria del equipo en el torneo fue en la fecha 19 de mayo en contra Deportes Naval con 3 goles a 0, con anotaciones de Juan Carlos Letelier y un autogol. Cobreloa pierde su invicto de local, logrado desde el año 1980 en contra del equipo de Cobresal el día 22 de septiembre, por 2 goles contra 3, las anotaciones para el descuento fueron por parte de Juan Carlos Letelier y Álvarez. El equipo disputó en las últimas fechas el campeonato con los equipos de Everton, Colo-Colo, Unión Española y Cobresal. El campeonato se definió en la última fecha, el día 5 de enero de 1986, en contra de Deportes Arica en el Estadio Carlos Dittborn, con la presencia de 18.137 espectadores, el equipo de Cobreloa fue el ganador del cotejo ganando por 2 goles en contra de 1, con anotaciones de Juan Carlos Letelier y Juan Covarrubias, el equipo de Deportes Arica desciende al perder el partido. El equipo debió enfrentar al segundo lugar del torneo de 1984, Cobresal, para disputar un cupo para Copa Libertadores el año próximo, los resultados fueron de un empate y una victoria del equipo de Cobresal en Estadio El Cobre, en la fecha 22 de enero de 1986, impidiendo que este participará en la edición del torneo continental de ese año.

##### Plantel[61]
- Estadísticas incluyen liguilla de Copa Libertadores.
- La lista es de la liga chilena de fútbol, excluyendo copas internacionales.

#### Año 1986
En el año 1986, Cobreloa participa en el torneo nacional de dicho año, obteniendo el tercer lugar en la competición, logrando avanzar a la liguilla de Pre Libertadores, ganando esta. El equipo logra su primer título en los torneos de Copa Chile enfrentando en la final del torneo al equipo de Club Deportivo Arturo Fernández Vial el cual vence por la diferencia de 3 goles contra 0. Se incorpora al plantel el jugador Luis González. EL exjugador del equipo, Jorge Luis Siviero asume la dirección técnica remplazando al director técnico Jorge Toro.

##### Copa Polla LAN Chile(1986)[65]
| Nombre del jugador   | Partidos jugados | Goles | Expulsiones |
| -------------------- | ---------------- | ----- | ----------- |
| Armando Alarcón      | 29               | -     | -           |
| José Miguel Álvarez  | 30               | 6     | -           |
| Oscar Arriaza        | 30               | 12    | -           |
| José Cabrera         | 11               | -     | 1           |
| Juan Covarrubias     | 31               | 13    | -           |
| Fidel Davila         | 18               | 3     | -           |
| Enzo Escobar         | 30               | -     | -           |
| Quemel Farias        | 8                | -     | -           |
| Eduardo Fournier     | 34               | -     | -           |
| Raúl Fuentealba      | 3                | -     | -           |
| Jorge García         | 32               | 3     | 1           |
| Eduardo Gómez        | 27               | 3     | 1           |
| Omar Gómez           | 7                | -     | -           |
| Juan Carlos Letelier | 31               | 12    | 1           |
| Luis Peñailillo      | 12               | -     | -           |
| Camilo Pino          | 3                | 1     | -           |
| Víctor Merello       | 21               | 5     | -           |
| Camilo Pino          | 12               | 2     | -           |
| Héctor Puebla        | 30               | 6     | -           |
| Carlos Rojas         | 27               | 1     | -           |
| Hugo Rubio           | 2                | -     | 1           |
| Mario Soto           | 14               | -     | -           |
| Hugo Tabilo          | 37               | 3     | -           |
| Francisco Ugarte     | 22               | -     | -           |
| Freddy Zurita        | 1                | -     | -           |

El equipo participó en el grupo denominado Zona Norte junto con los equipos Club Universidad de Chile, Rangers de Talca, Cobresal, Deportes Iquique, Audax Italiano, Universidad Católica, Magallanes, San Luis de Quillota y Unión La Calera. Disputa 18 partidos en los cuales gana 12 empata y pierde 3 veces con 37 goles a favor y 17 en contra, con un total de 27 puntos, lo que lo deja en el primer lugar del grupo, lo que le permitió avanzar a la siguiente fase del torneo. En la siguiente fase y final se enfrentará al club Fernández Vial en 2 partidos oficiales y uno para definir el campeón en cancha neutral, lo cual fue elegido el Estadio Regional de Antofagasta. En el primer partido, el equipo de Fernández Vial logra vencer a Cobreloa por 1 gol a 0, en el segundo encuentro Cobreloa obtiene la victoria por 2 goles a 0. En el partido definitorio Cobreloa logra vencer por 3 goles a 0, obteniendo su primer título de Copa Chile en su historia. Juan Carlos Letelier se consagró como el goleador del torneo con un total de 11 goles.

Cobreloa jugó con la siguiente alineación:
| Alineación: - Mario Osben - Hugo Tabilo - Carlos Rojas - Armando Alarcón - Enzo Escobar - Aldo Vega - Víctor Merello - Héctor Puebla - Luis González - Óscar Arriaza. - Juan Covarrubias - Ent: Jorge Luis Siviero | Osben Escobar Tabilo Rojas Puebla Covarrubias González Alarcón Vega Arriaza Merello |
| Osben Escobar Tabilo Rojas Puebla Covarrubias González Alarcón Vega Arriaza Merello |                                                                                     |

##### Campeonato Nacional[62]
La participación del equipo en el campeonato nacional comienza el 6 de julio en contra del equipo Deportes Iquique en el Estadio Municipal de Calama, con anotaciones del jugador Luis González en 2 oportunidades en contra de 1 de parte del adversario. Cobreloa termina el torneo en la tercera posición con 18 victorias, 12 empates y 8 partidos perdidos, con 63 goles a favor y 42 en contra, en 34 partidos disputados, con un 65% de rendimiento, lo que le valió acceder a la liguila de copa libertadores, Cobreloa debuta en la Liguilla Pre Libertadores en contra del equipo de Cobresal en la fecha 1 de febrero de 1987, el encuentro terminó con un empate a 1 gol, el gol para el equipo de Cobreloa fue de Juan Carlos Letelier. El equipo se consagra ganador de la Liguilla Pre Libertadores con 2 empates y 2 triunfos.

##### Plantel[69]
- Estadísticas incluyen liguilla de Copa Libertadores.
- La lista es de la liga chilena de fútbol, excluyendo copas internacionales.

##### Año 1987
En el año 1987, Cobreloa participa en el torneo nacional, en donde obtiene el cuarto lugar en la tabla de posiciones, lo que le permite acceder a la Liguilla Pre Libertadores. El equipo participa en la Copa Chile en donde no logra avanzar a la siguiente fase, no logrando proseguir de la fase grupal correspondiente. El conjunto participa en el torneo de Copa Libertadores de este año, logrando llegar a semifinales.

##### Copa LAN Chile[71]
El equipo debuta en el torneo en la fecha 1 de marzo de 1987, ante el conjunto de San Luis de Quillota, en el Estadio Municipal de Calama, el partido termina en empate a 1 gol, con anotación de Claudio Tello.

##### Campeonato Nacional[72]
Cobreloa obtiene el cuarto lugar en el campeonato, en un total de 30 partidos jugados, con 13 victorias, 12 empates y 5 derrotas, anotando 44 goles y con 32 en contra, sumando 38 puntos, lo que le valió para acceder a la fase de Liguilla Pre-libertadores, junto a los equipos Universidad Católica, Colo-Colo y Cobresal. En esta fase obtiene el segundo lugar con 2 victorias y una derrota cerrando su participación en el torneo nacional del presente año. Debuta en el torneo en la fecha 22 de julio en calidad de local ante el conjunto de Club Deportivo Huachipato, con un empate a 1 gol, con anotación de Sergio Díaz.

##### Copa Libertadores 1987[70]
El equipo se asignó en el grupo número 3, en donde se ubicaban los equipos de Chile como los de Brasil, Cobreloa compartió el grupo con Colo-Colo, Guarani Futebol Clube y São Paulo Futebol Clube. Terminada la primera fase el conjunto consigue el primer lugar, lo que le permite acceder a la siguiente fase del torneo.
| Nombre del jugador   | Partidos jugados | Goles | Expulsiones |
| -------------------- | ---------------- | ----- | ----------- |
| Armando Alarcón      | 18               | -     | 1           |
| Luis Alegría         | 5                | -     | -           |
| Oscar Arriaza        | 23               | 4     | -           |
| José Cabrera         | 6                | -     | -           |
| Castillo             | 2                | -     | -           |
| Juan Covarrubias     | 30               | 9     | -           |
| Enzo Escobar         | 34               | -     | -           |
| Eduardo Fournier     | 9                | -     | -           |
| Jorge García         | 30               | 4     | 2           |
| Eduardo Gómez        | 20               | 1     | 3           |
| Omar Gómez           | 8                | 1     | -           |
| Luis González        | 30               | 6     | -           |
| Juan Carlos Letelier | 35               | 17    | 1           |
| Víctor Merello       | 37               | 7     | -           |
| José Ortega          | 4                | -     | -           |
| Mario Osben          | 30               | -     | 1           |
| Camilo Pino          | 5                | -     | -           |
| Héctor Puebla        | 30               | 3     | 1           |
| Carlos Rojas         | 18               | 4     | -           |
| Hugo Rubio           | 2                | -     | 1           |
| Hugo Tabilo          | 37               | 1     | -           |
| Claudio Tello        | 15               | 1     | -           |
| José Donoso          | 8                | -     | -           |

| EG | EE | EP | GF | GC | Pts |
| -- | -- | -- | -- | -- | --- |
| 3  | 2  | 1  | 8  | 4  | 8   |

En la ronda siguiente se enfrentó a los equipos América de Cali y Barcelona de Guayaquil. Termina en segundo lugar, por lo que no puede pasar a la siguiente fase del torneo.

##### Plantel[74]
| Nombre del jugador   | Partidos jugados | Goles | Expulsiones |
| -------------------- | ---------------- | ----- | ----------- |
| Armando Alarcón      | 28               | -     | 1           |
| Luis Alegría         | 15               | -     | -           |
| Danilo Arancibia     | 1                | -     | -           |
| Juan Carlos Araya    | 1                | -     | -           |
| José Cabrera         | 18               | -     | -           |
| Juan Covarrubias     | 27               | 12    | 1           |
| Sergio Díaz          | 33               | 15    | -           |
| Enzo Escobar         | 28               | 1     | 1           |
| Eduardo Fournier     | 5                | -     | -           |
| Jorge García         | 24               | 1     | -           |
| Eduardo Gómez        | 8                | -     | -           |
| Ánibal González      | 23               | 6     | 1           |
| Juan Carlos Letelier | 19               | 3     | -           |
| Víctor Merello       | 15               | -     | -           |
| José Ortega          | 10               | 2     | -           |
| Mario Osben          | 28               | -     | -           |
| Camilo Pino          | 9                | 1     | -           |
| Héctor Puebla        | 23               | 1     | -           |
| Hebert Revetria      | 12               | 2     | -           |
| Carlos Rojas         | 20               | -     | -           |
| Hugo Tabilo          | 30               | 1     | -           |
| Claudio Tello        | 28               | 1     | 1           |

- Estadísticas incluyen liguilla de Copa Libertadores.
- La lista es de la liga chilena de fútbol, excluyendo copas internacionales.

#### Año 2014
En Abril de 2015 sufre del descenso a la Primera B del campeonato chileno. En la temporada 2023, con Emiliano Astorga al mando, logran el ascenso, tras largos y duros 8 años en la división de plata.